# Isla Coelleira
La isla Coelleira (illa Coelleira) es una isla española de la provincia de Lugo (Galicia), situada en la salida de la Ría de O Barqueiro, frente a la punta de Vicedo. Es la mayor de las islas de Lugo y también de las islas cantábricas de Galicia (26 hectáreas de superficie). Tiene una característica forma de trapecio irregular de 
más de un kilómetro de largo que parece hundirse en el mar. Alcanza los 80 metros de altitud y está coronada por un faro de mediana importancia.
En el siglo IX había en la isla un monasterio (priorato) de monjes benedictinos, que fue arruinado con las incursiones normandas del cambio de era. Hoy, aparte del faro, la isla está yerma, cubierta de hierba y antaño con muchos conejos (de ahí su nombre de Coelleira, que en gallego significa Conejera).

## Historia
La mención más antigua de la isla es del año 1095, cuando Vimara  Menendiz hizo una donación al monasterio de San Miguel «in locum Quonicularia intus mare et face Saure.» ("en el lugar de Coelleira, en el mar, en la boca del río Sor"), lo que sugiere que estuvo ocupado por monjes en un tiempo anterior. 
Se supone que el primer cenobio se regía por la Orden de San Benito, si bien falta documentación entre los siglos XI y el comienzo del XV. Cuando reaparecen las noticias, en 1420, pertenecían a la comunidad monjes regulares de San Agustín.
Con la renuncia del prior Lopo Dourado a sus derechos, en 1485, en favor de Ares Pérez de Viladonga, entonces prior de San Martín de Mondoñedo, se lleva a cabo la unión del Monasterio de Coelleira con este centro, también sometido a la regla de San Agustín. Otras dificultades, especialmente económicas, de estos cenobios, y de otros de san Agustín en la diócesis de mindoniense, hicieron que por bula papal de 11 de noviembre de 1534, el monasterio y la isla de Colleira, pasaran a ser anexados a la Catedral de Mondoñedo. Pero todas las referencias indician que ya no había monjes allí, dando fe otro documento de 1595 que el edificio monacal estaba derruido.
En 1628, una denuncia del deán de Mondoñedo, pone de manifiesto que la isla estaba ocupada, en ocasiones, por navegantes vascos - denominados vizcaínos en las fuentes - para su uso como atalaya en la pesca de ballenas. Al año siguiente, la isla fue vendida a una familia. En el siglo XIX, la isla fue desamortizada, dejando de pertenecer al cabildo de Mondoñedo, y pasando a propiedad de la Armada Española, para instalar un faro de ayuda a la navegación.

## Toponimia
Aunque hay varias teorías sobre el nombre, la más aceptada es la que se refiere a la abundancia de conejos (en gallego, coellos). Hay otras islas con el nombre de Coelleira en otros lugares, aunque no en Galicia. Un ejemplo es el de las Islas Baleares, donde se sitúa la isla Conejera.